# Cubadebate
Cubadebate es un sitio web cubano editado por el Círculo de Periodistas Cubanos contra el Terrorismo.
Pretende ser "un espacio para la información y el intercambio sobre temas relacionados con las acciones de subversión y las campañas difamatorias organizadas contra el gobierno cubano". Se edita en ocho idiomas incluyendo el español.
Se ha erigido como el medio digital más visible de la web cubana.

## Historia
El sitio web Cubadebate se inauguró oficialmente el 5 de agosto de 2003 en el Centro de Prensa Internacional de Ciudad de La Habana. El sitio fue presentado por el entonces Presidente del Parlamento cubano, Ricardo Alarcón de Quesada.
Cubadebate.cu fue desarrollado por Chasqui, un grupo de estudiantes de la Universidad Central Marta Abreu de Las Villas (Santa Clara). El servidor principal de Cubadebate está en Cuba y cuenta con un espejo en Perú, que mejora el tiempo de descarga del sitio - toda la conexión con la Isla es satelital-  y no representa costo alguno para el Círculo de Periodistas contra el Terrorismo, pues el alojamiento es gratuito.
El 28 de marzo de 2007 Cubadebate comenzó a publicar las Reflexiones de Fidel Castro.
El 13 de junio de 2009 se publicó en una dirección temporal una nueva versión del sitio web desarrollada a partir de la herramienta Blog Wordpress y el día 20 de junio se realizó el cambio definitivo.

### Problemas con Google
El 12 de enero de 2011 Cubadebate recibió una notificación del centro técnico de Youtube —propiedad de Google— en el que se les comunicaba que se cerraba la cuenta de su página en esa red social debido a una denuncia por infracción del copyright.
Se referían, específicamente, a un fragmento del video de la presentación en Miami del Fondo Legal para Luis Posada Carriles, que el sitio Cubadebate había publicado, editado de un material mucho más amplio que circuló en la red y había sido reproducido en varios sitios, sin autoría.
Ante una reclamación de la persona que filmó el acto donde el exagente de la CIA Luis Posada Carriles anunciaba que ese año estaría en Cuba y exigía pago por sus servicios —entre estos últimos la voladura de un avión civil cubano que costó la vida a 73 personas—, diligentemente Google desactivó el sitio de Cubadebate en Youtube. En ese momento, el canal tenía más de 400 vídeos y 1,6 millones de descargas, desde su apertura.
Rosa Miriam Elizalde, editora de Cubadebate, declaraba: 

Si en Cubadebate estamos violando el copyright, habrá entonces que cerrar YouTube, porque es la meca de la piratería en Internet: muchos de los videos que están ahí han utilizado imágenes robadas del propio Cubadebate. Por otro lado, las regulaciones de YouTube exigen que, para hacer una reclamación (de recuperación de la cuenta cerrada) hay que entregar (a YouTube y al demandante) todos nuestros datos (direcciones, teléfonos…). Imagínense, nosotros entregarle todos nuestros datos a la gente que ha realizado un video que glorifica a un criminal, a un terrorista internacional que está diciendo que viene a Cuba, y por supuesto no en son de paz.

Cubadebate argumentaba también:

Quien haya seguido nuestros vídeos, sabe que la inmensa mayoría son filmaciones originales y que cuando utilizamos otras fuentes solemos citarlas, siempre que estén correspondientemente identificadas.